# Ectoedemia cerris
Ectoedemia cerris là một loài bướm đêm thuộc họ Nepticulidae. Nó được tìm thấy ở Cộng hòa Séc và Slovakia to Ý và Hy Lạp.
Sải cánh dài 5-5.3 mm. Con trưởng thành bay vào tháng 5. Có một lứa một năm.
Ấu trùng ăn Quercus cerris. Chúng ăn lá nơi chúng làm tổ. 